# Flavio Cardoso
Flavio Cardoso Santos (12 de octubre de 1980) es un ciclista brasileño nacido en Itagimirim (estado de Bahía) aunque se crio en Eunápolis. Actualmente corre en el equipo continental Funvic-São José dos Campos.
Bicampeón del Estado de Bahía y vicecampeón brasileño en 2009 se clasifica como un ciclista de resistencia y velocidad.

## Palmarés
2009
- 2.º en el Campeonato de Brasil en Ruta

2010
- 1 etapa del Tour de Brasil/Vuelta del Estado de San Pablo

2011
- 2 etapas del Giro del Interior de San Pablo
- 1 etapa del Tour de Brasil/Vuelta dl Estado de San Pablo

2012
- 3.º en el Campeonato de Brasil de Contrarreloj

2014
- 1 etapa del Tour de Brasil/Vuelta del Estado de San Pablo

2015
- 1 etapa de la Vuelta Ciclistica Internacional de Paraná

2016
- Campeonato de Brasil en Ruta

2018
- 3.º en el Campeonato de Brasil de Contrarreloj